# C14orf178
C14orf178 (англ. Chromosome 14 open reading frame 178) – білок, який кодується однойменним геном, розташованим у людей на 14-й хромосомі. Довжина поліпептидного ланцюга білка становить 122 амінокислот, а молекулярна маса — 13 377.
| 10         |  | 20         |  | 30         |  | 40         |  | 50         |
| ---------- |  | ---------- |  | ---------- |  | ---------- |  | ---------- |
| MGREMKKTGT |  | PRPFRIEDPN |  | QQPTWHDQPE |  | MGSHYFAQAG |  | LELLGSSNPP |
| ASASQSAGIT |  | GVSHCARPGE |  | HDLNHTVFQV |  | KDSTFLRHLE |  | SDRPEFKSCL |
| PPHFTEPSVS |  | LSTSEGCEDA |  | MG         |  |            |  |            |

A: Аланін

C: Цистеїн

D: Аспарагінова кислота

E: Глутамінова кислота

F: Фенілаланін

G: Гліцин

H: Гістидин

I: Ізолейцин

K: Лізин

L: Лейцин

M: Метіонін

N: Аспарагін

P: Пролін

Q: Глутамін

R: Аргінін

S: Серин

T: Треонін

V: Валін

W: Триптофан

Задіяний у такому біологічному процесі, як альтернативний сплайсинг. 